# Mori Tadamasa
Mori Tadamasa (森忠政?; 1570 – 1634) fu un daimyō giapponese del periodo Edo capo del clan Mori (Genji).

## Biografia
Tadamasa fu il sesto figlio di Mori Yoshinari e succedette al fratello maggiore Nagayoshi dopo la sua morte nel 1584. Ricevette speciali onori da Toyotomi Hideyoshi che gli consentirono di aumentare il suo prestigio nella provincia di Mino, compreso l'uso dei nomi Hashiba e Toyotomi.
Durante la campagna di Sekigahara si unì alle armate di Tokugawa Hidetada e fu presente al fallito assalto al castello di Ueda nello Shinano.
Nel 1603 fu trasferito nella provincia di Mimasaka dove governò il dominio di Tsuyama che valeva 185.000 koku.